# Llarg segle XVIII
L'anomenat llarg segle XVIII (anglès: Long 18th century) és un concepte utilitzat per un nombre d'historiadors britànics de manera anàloga al curt segle XX i llarg segle XIX d'Eric Hobsbawm. La intenció del terme és fer referència a un període històric més natural que la simple utilització del "segle xviii" marcat pel calendari. Aquesta era històrica occidental és marcada per dos esdeveniments rellevants especialment per al Regne Unit: s'iniciaria amb la Revolució Gloriosa de 1688 i els canvis sociopolítics que va suposar, i s'allargaria fins a la batalla de Waterloo de 1815, on l'hegemonia colonial mundial recauria en els britànics amb la caiguda de Napoleó. D'altres definicions amplien la cronologia fins a 1660-1830, interessant-se més en quüestions més d'ordre social general o esdeveniments polítics globals.
Entre altres línies de recerca relacionades amb aquest tema, la Universitat Harvard té un grup dedicat a les relacions entre aquesta periodització històrica i el romanticisme, que va sorgir cap a meitats del segle xviii, mentre que d'altres posen l'èmfasi en l'abast del moviment paneuropeu de la Il·lustració